# Kobylá nad Vidnavkou

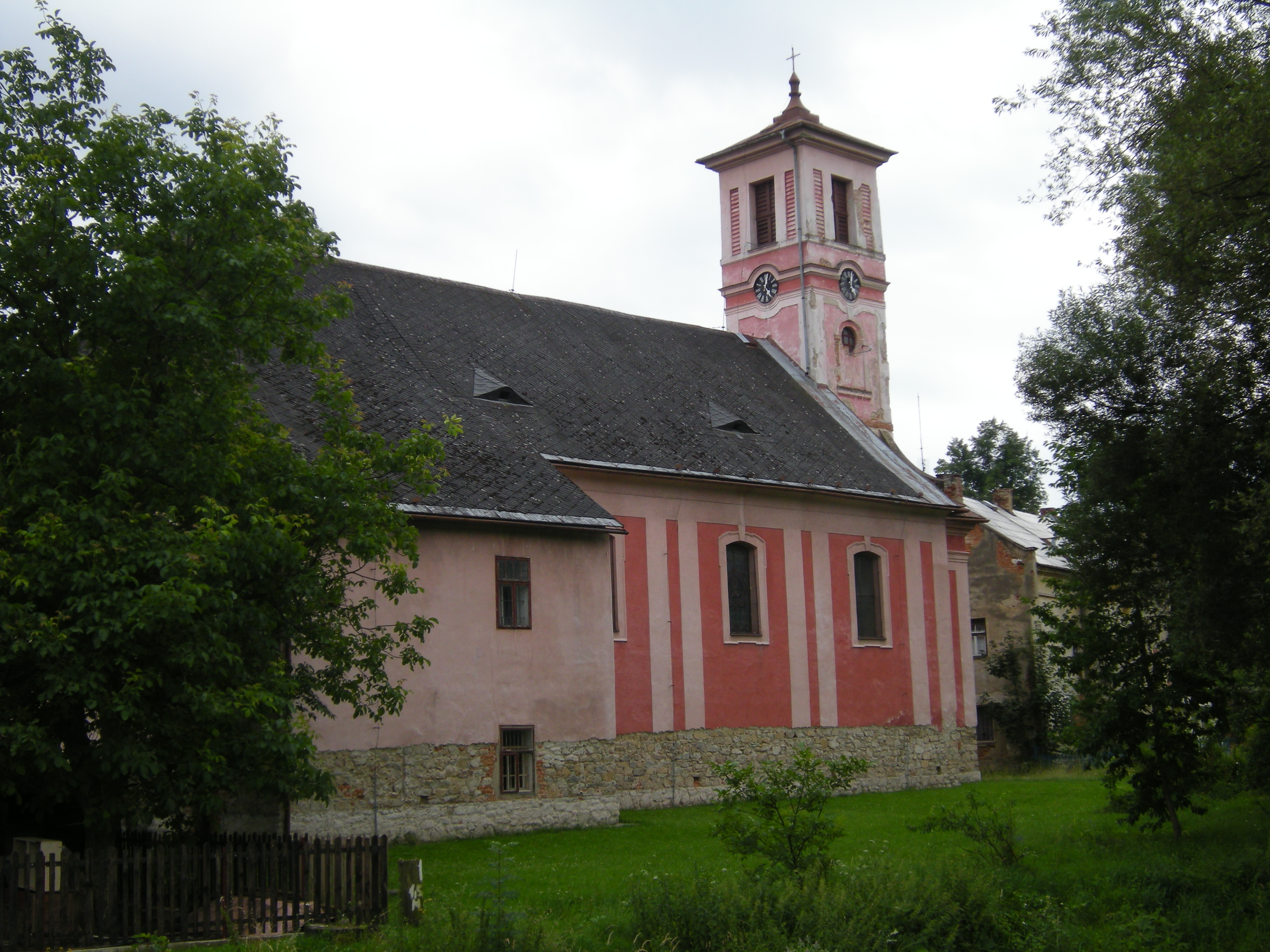
Kościół pw. św. Joachima z 1787 r.

Kobylá nad Vidnavkou (dawniej Kobylá, niem. Jungferndorf) – miejscowość gminna położona w Czechach, kraju ołomunieckim powiat Jeseník, w pobliżu miasta Vidnava.
Wieś leży wzdłuż rzeki Vidnavka, na obszarze Polski zwanej Widną, będącej prawym dopływem Nysy Kłodzkiej. Na trasie Vidnava, Žulová.

## Dane statystyczne
W miejscowości zamieszkuje 470 osób, z czego 315 jest w wieku produkcyjnym. Znajdują się tu: poczta, szkoła, kolej. Obszar katastralny 1082 ha.

## Zabytki
- renesansowy pałac z 1570 roku z  parkiem, użytkowany jako dom starców[2]
- katolicki kościół parafialny pw. św. Joachima z 1787 roku[3]
- figura św. Jana Nepomucena w 1727 roku[3]
- empiryczna kaplica cmentarna z grobowcem rodziny von Skal, z 20 - 30 lat 19. wieku[4],
- Kaplica Matki Bożej z przełomu 19. i 20. wieku, chroni kolumnę maryjną z 1808[5]
- zabytkowe kapliczki z XIX w. w tym z 1801
- ruina kaplicy św. Józefa w osadzie Annín.

## Turystyka
W pobliżu miejscowości znajduje się wzniesienie Smolný Vrch (404 m n.p.m.) ze skalnym miastem i skałami Misy Wenus (cs. Venušiny misky).